# Lasioglossum fijiense
Lasioglossum fijiense är en biart som först beskrevs av Perkins och Cheesman 1928.  Lasioglossum fijiense ingår i släktet smalbin, och familjen vägbin. Inga underarter finns listade i Catalogue of Life.